# القديس نقولا

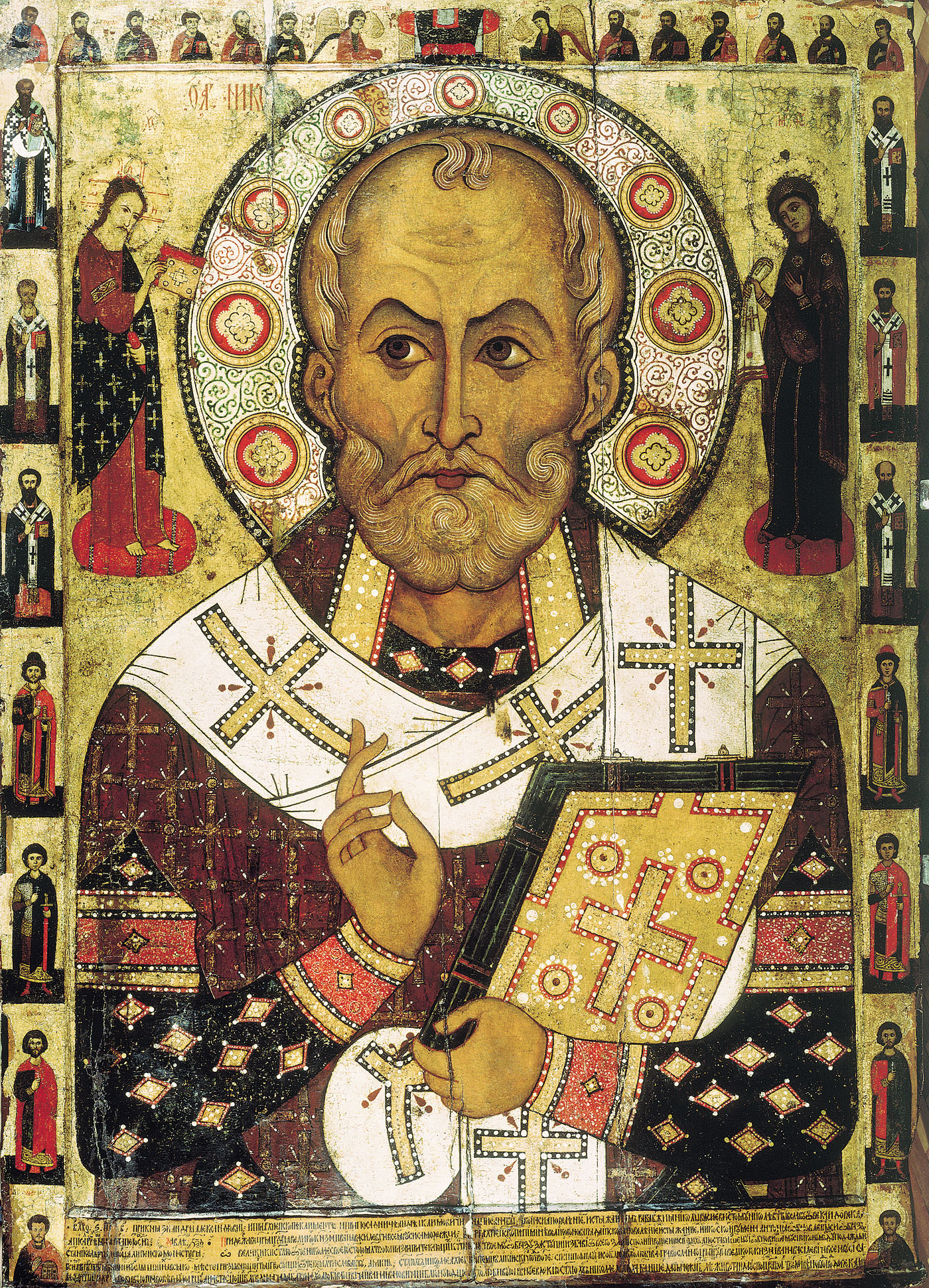
أيقونة روسية تصور القديس نقولا.

القديس نقولا أو القديس نيكولاس (270-6 ديسمبر 343) (باليونانية:Άγιος Νικόλαος) كما يعرف باسم «نيقولا ميرا» نسبةً لبلدة ميرا Myra القديمة في منطقة ليقيا في الأناضول، تركيا الحالية.
هو أسقف يوناني تعززت شهرته ليصبح من كبار القديسين المسيحيين. كان أسقفًا على مدينة ميرا ليكيا في آسيا الصغرى، شارك في المجمع المسكوني الأول (نيقية). نُسجت حوله الكثير من القصص وبأنه هو «شفيع البحارة». عُرف بشخصية بابا نويل لأنه كان يوزع المال والأيقونات على المحتاجين ليلًا وهو متخفٍ. يحتفل المسيحيون الأرثوذكس والكاثوليك بعيده في 6 ديسمبر من كل عام.